# 弗里克冰川
67°3′S 65°0′W / 67.050°S 65.000°W
弗里克冰川是南極洲的冰川，位於葛拉漢地的弗因海岸，全長19公里，處於莫尼耶角以北，由英國探險隊繪入地圖，以德國歷史學家命名。